# Rue Alexeïevskaïa

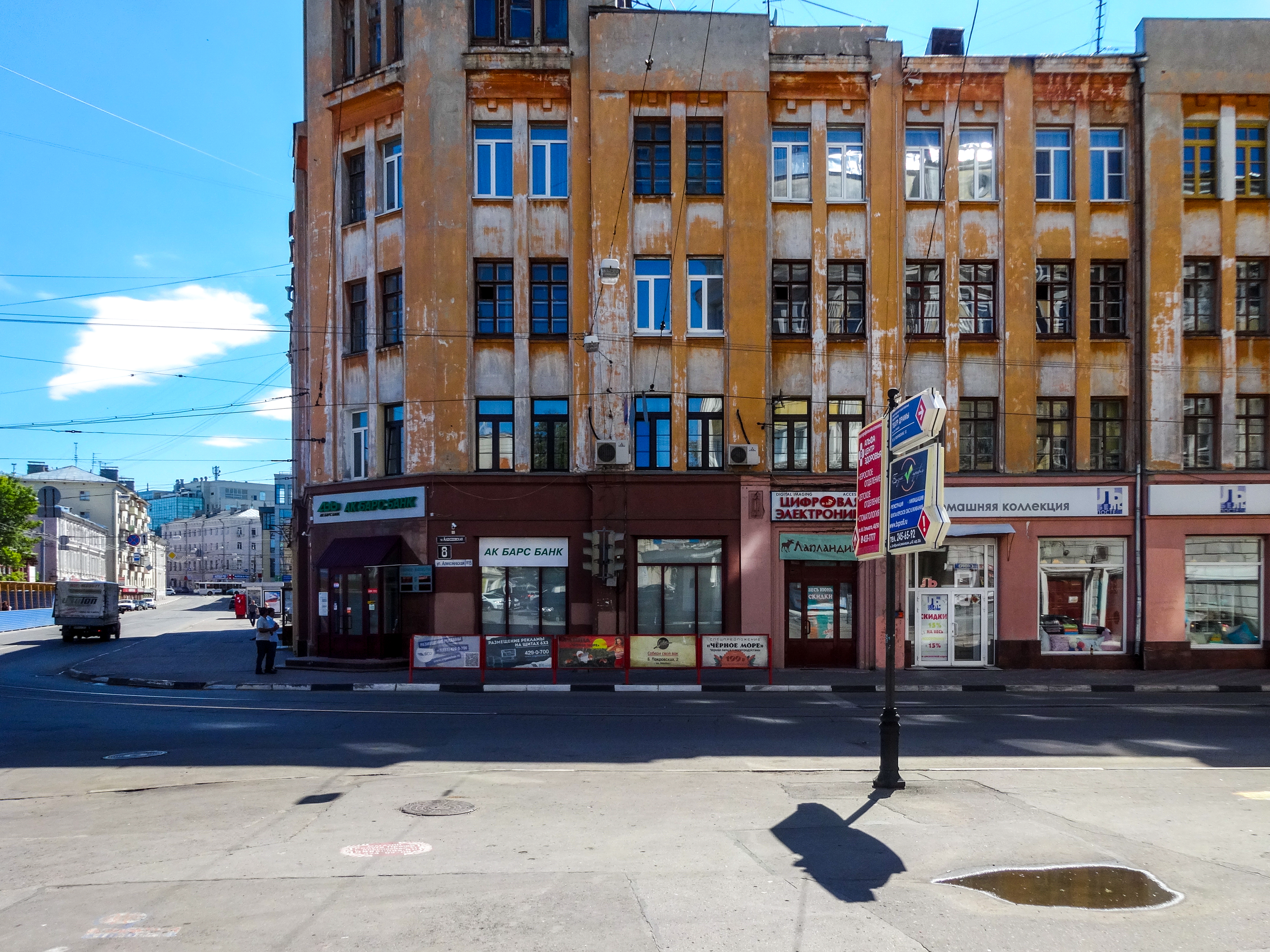
Croisement avec la rue Piskounov.

La rue Alexeïevskaïa (Алексе́евская у́лица, rue Saint-Alexis) est une rue du centre historique de la ville de Nijni Novgorod en Russie. Elle commence place de Minine et Pojarski et se termine rue Zvezdinka. 

## Nom
La rue tire son nom de l'église Saint-Alexis érigée en 1642, dédiée à saint Alexis de Moscou (mort en 1378), et démolie par les bolchéviques après la révolution d'Octobre. 
Elle est renommée en 1931 rue Dzerjinski d'après Félix Dzerjinski et retrouve son nom d'origine en 1991.

## Histoire
La rue Alexeïevskaïa est placée sur le plan général de 1770. C'est une rue très commerçante avec nombre de boutiques et d'ateliers. À la fin du XVIIIe siècle, deux quartiers du centre-ville sont occupés par le jardin du prince Grouzinski. Avec le temps, de la rue Bolchaïa Pokrovskaïa jusqu'au jardin du prince il est tracé un passage (la ruelle Froide). Avant la révolution, la rue était habitée par nombre de gens en vue de la ville. La rue se reconstruit surtout pendant les années 1834-1839
Aujourd'hui, la rue Alexeïevskaïa est l'une des rares de la ville à avoir préservé ses édifices historiques.

## Édifices remarquables
Les édifices du patrimoine protégé de la ville se trouvant rue Alexeïevskaïa sont les suivants :
- Bâtiment où se trouvait de 1884 à 1916 le club de tous les domaines, liés aux écrivains Vladimir Korolenko et Maxime Gorki. De 1901 à 1904, s'y réunissaient clandestinement les marxistes de Nijni Novgorod avec Lénine et que furent formés les premiers syndicats de la ville en 1905 (n° 3а, 3а1, 3b, 3b1)
- Immeuble construit en 1926-1927 par Alexandre Yakovlev (n° 8/15)
- Maison Ermolaïev construit dans les années 1890 (n° 15b)
- Bâtiment dans lequel se trouvait en 1918-1921 le conservatoire populaire, puis l'école technique musicale (jusqu'en 1931), où travaillèrent des musiciens renommés comme Vassili Villoing ou Nina Polouektova, et où étudièrent Boris Mokrousov, Nina Makarova et Alexandre Zfassman  (n° 15/14а)
- Maison Motchalov avec comptoir de commerce construite dans les années 1870 (n° 15/17 А, А1)
- Maison Frolov, première moitié du XIXe siècle et 1903 (n° 20, А, А1)
- Maison Priadilov, 1908-1910, architecte Ledkov (n° 23а)
- Maison de la seconde moitié du XIXe siècle (n° 33)
- Maison Chirokov, 1909-1910 (n° 37)
- Maison Dobrolioubov, 1837, architecte M.P. Kamychnikov (n° 41)

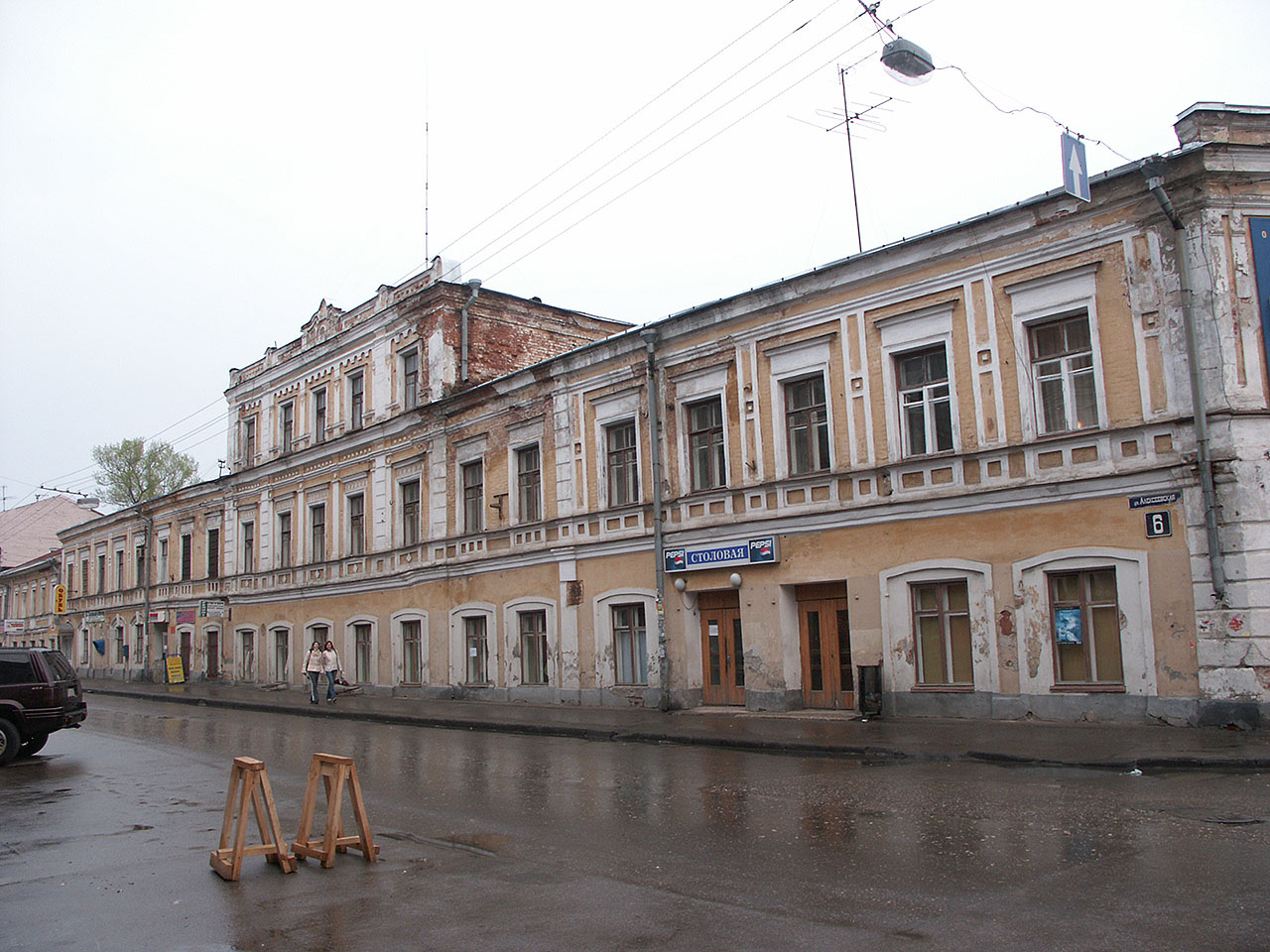
6 rue Alexeïevskaïa.
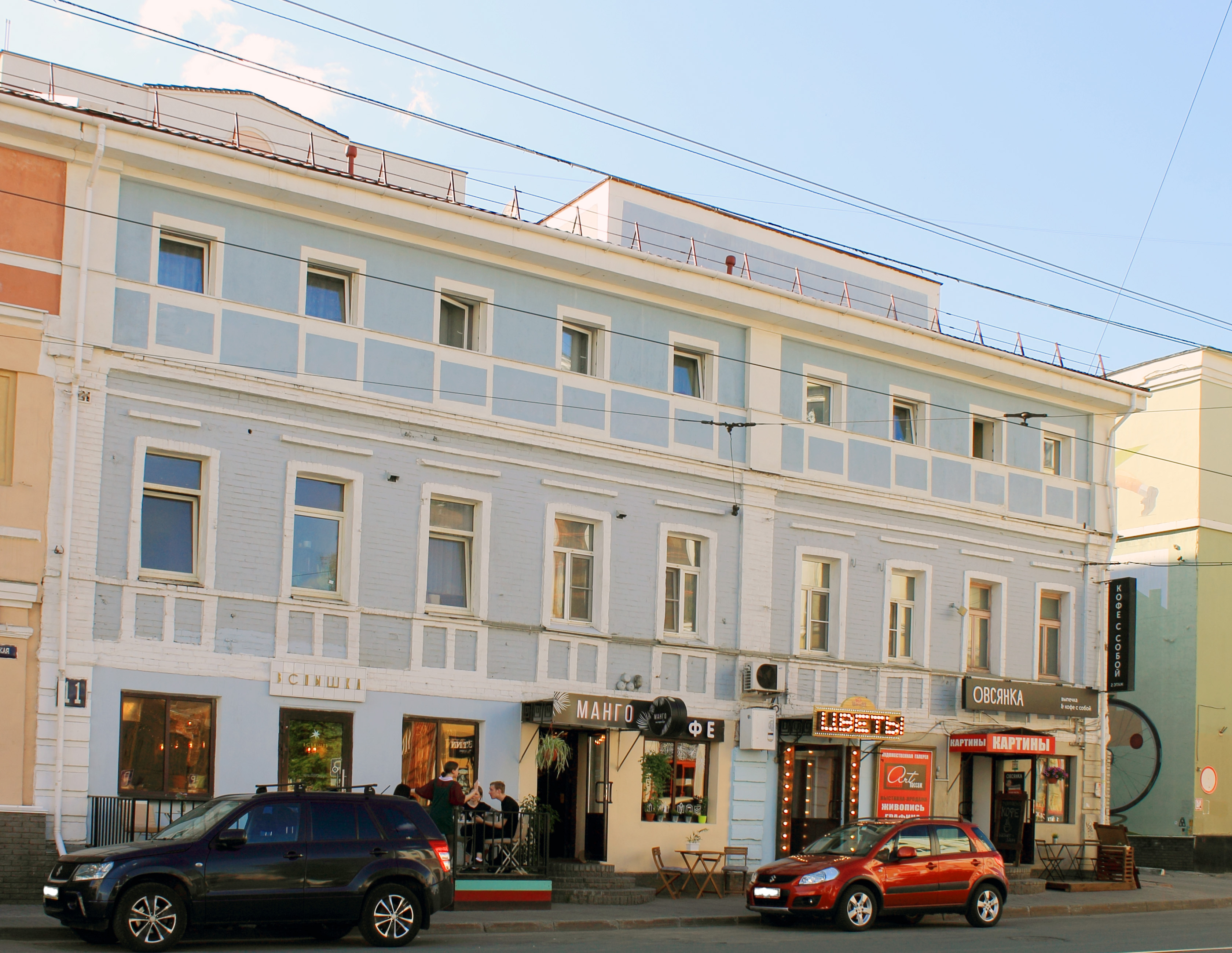
11 rue Alexeïevskaïa.
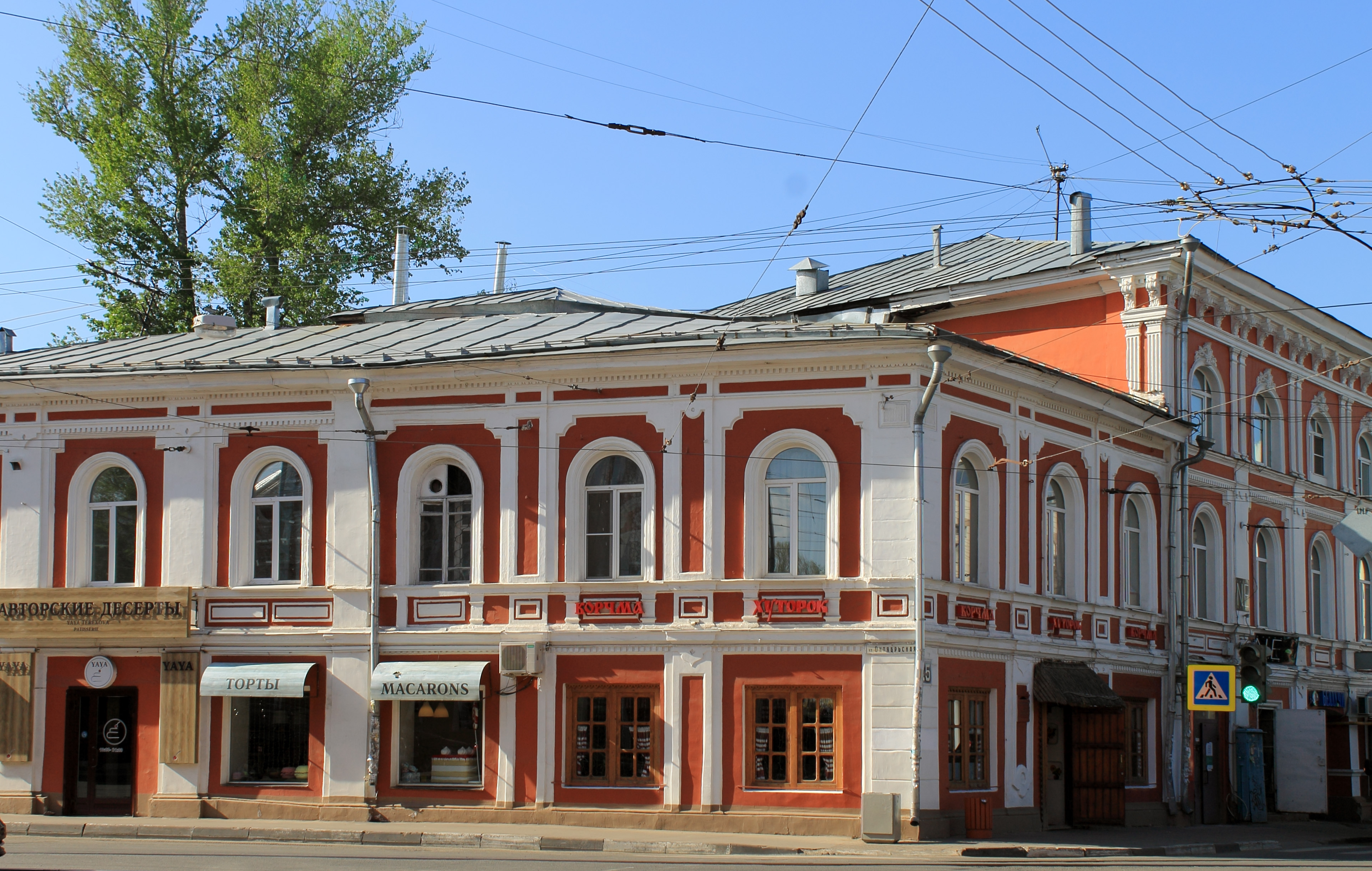
15 rue Alexeïevskaïa.
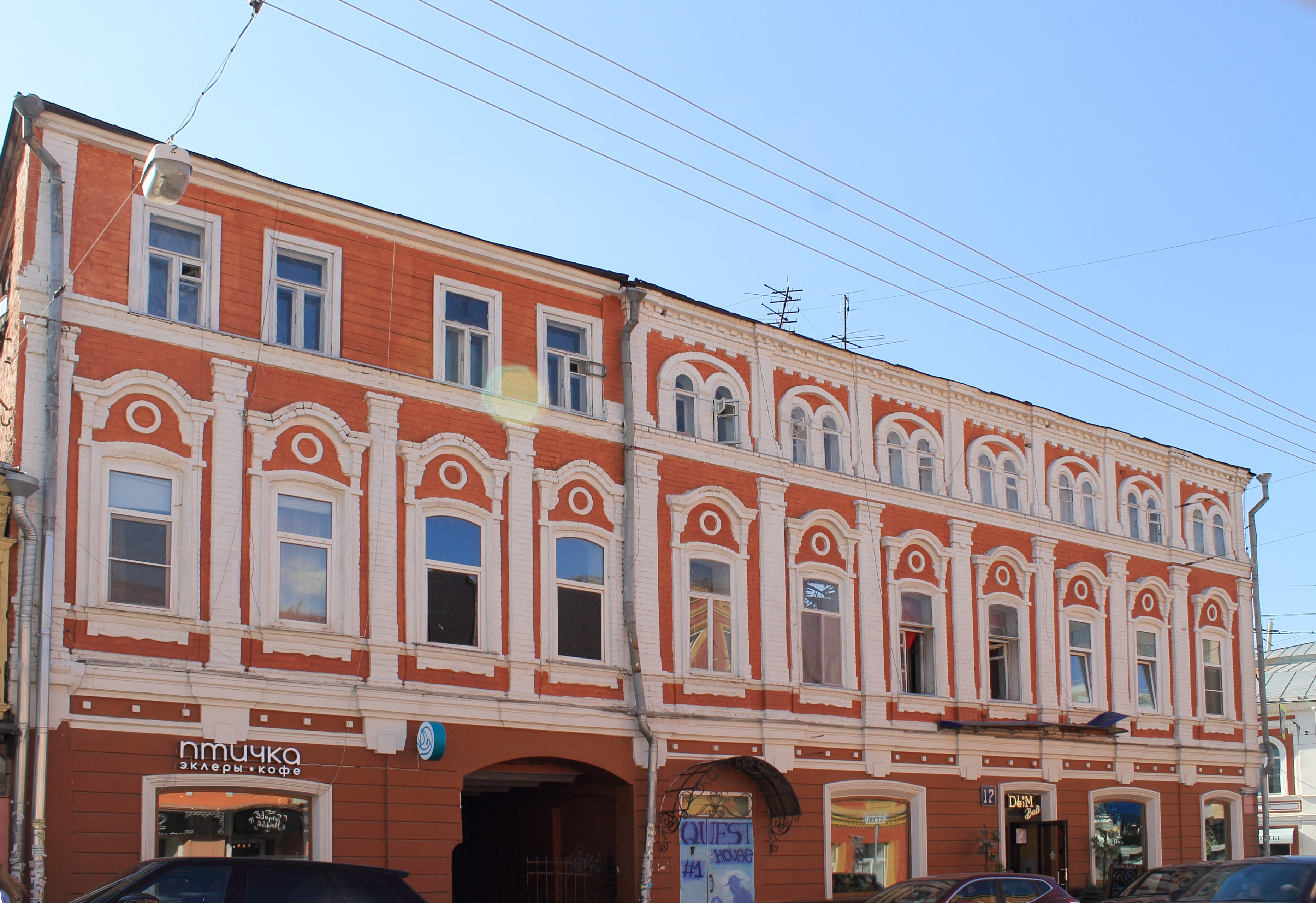
17 rue Alexeïevskaïa.
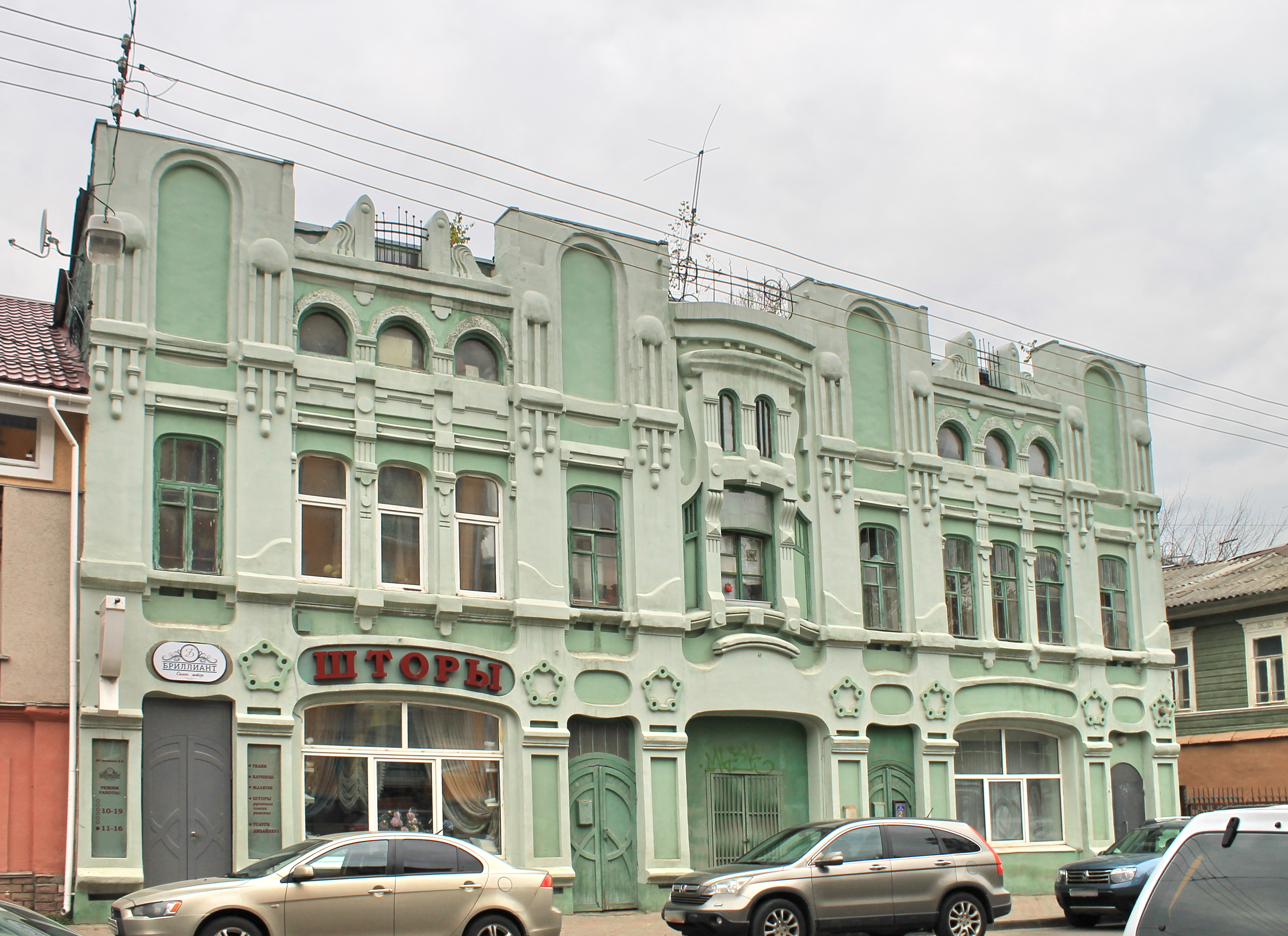
23 rue Alexeïevskaïa.
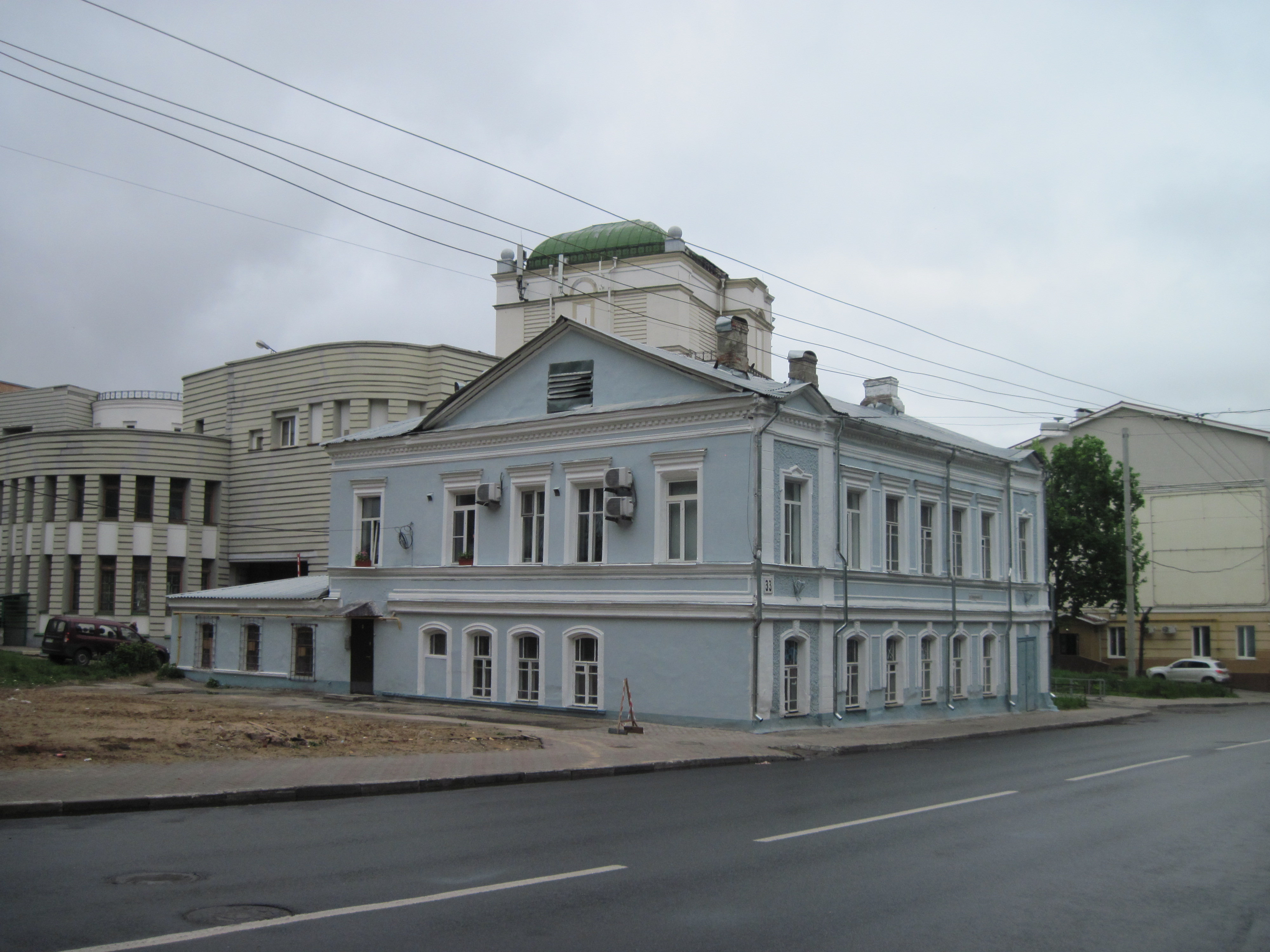
33 rue Alexeïevskaïa.
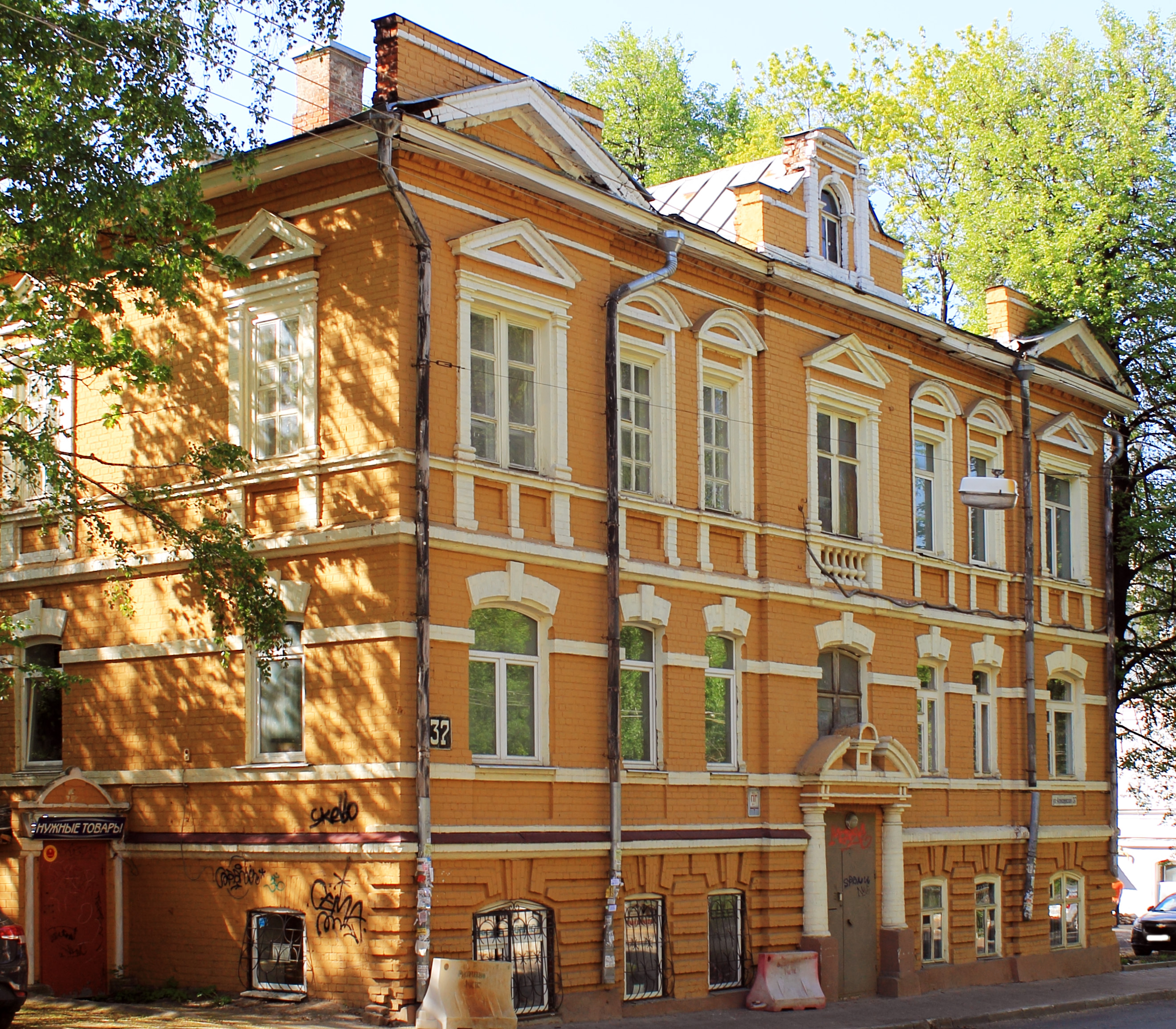
37 rue Alexeïevskaïa.
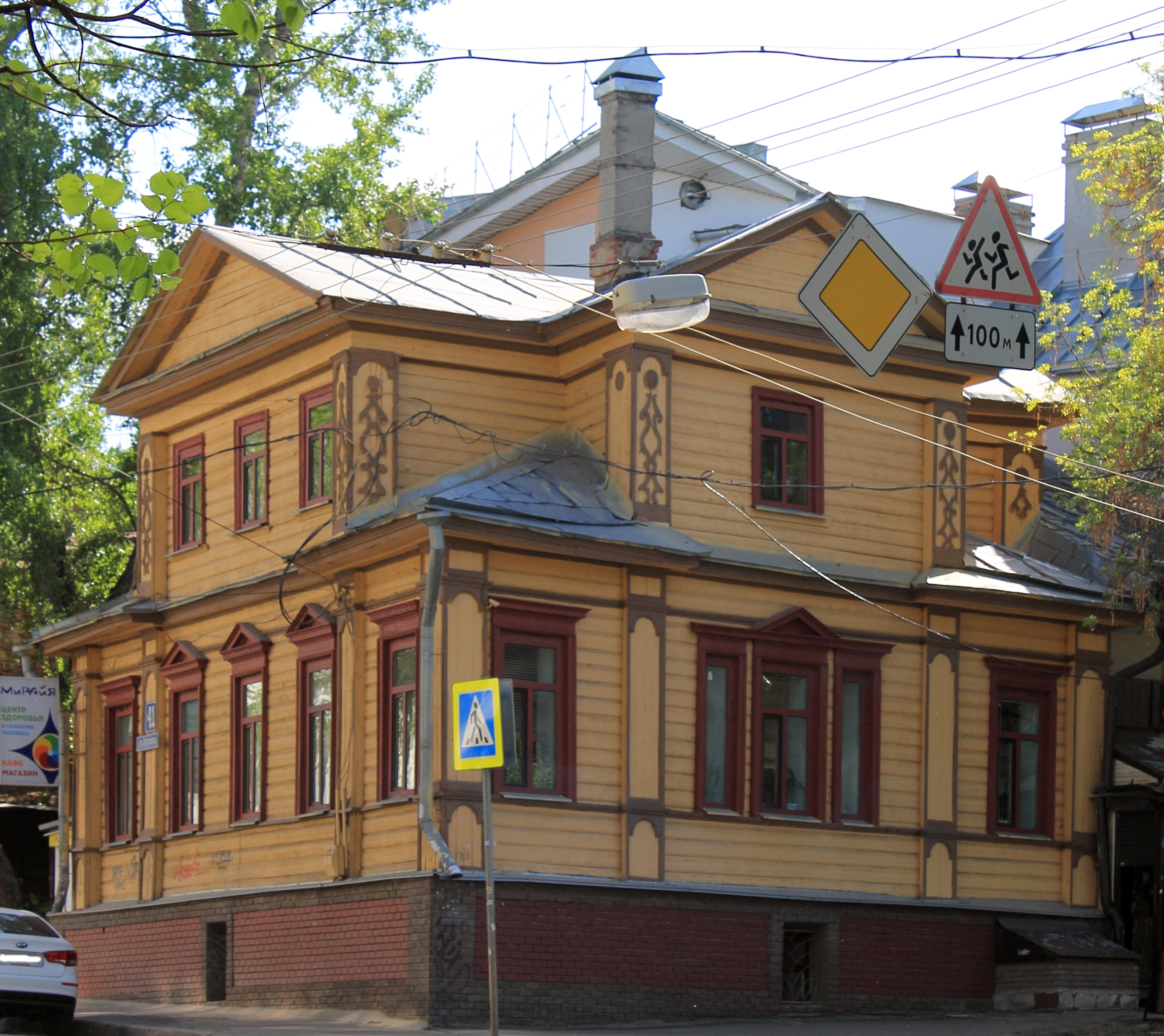
41 rue Alexeïevskaïa.